# Surface Pro 2
La Surface Pro 2 es una computadora desmontable 2 en 1 de la familia Surface producida por Microsoft. Es la sucesora de la Surface Pro. Fue anunciada en un evento en Nueva York el 23 de septiembre de 2013 y lanzada el 22 de octubre del mismo año. Si bien mantiene un diseño similar a su predecesora, la Surface Pro 2 tiene un mejor hardware comparada a a la Surface Pro: cuenta con una nueva generación de procesadores y nuevas opciones de almacenamiento, mejoras en el kickstand y en las cubiertas accesorias.

## Historia
Las compras por pedido para la Surface Pro 2 se abrieron el 24 de septiembre de 2013, y el dispositivo se lanzó el 22 de octubre de 2013. La Pro 2 fue lanzada junto a la Surface 2, el Touch Cover 2 y el Type Cover 2. Panos Panay, jefe del equipo de Microsoft Surface, fue el único conferenciante en el evento y partidario del Surface Team y el Surface Remix Project.

## Características

### Hardware
La Pro 2 tiene un diseño similar al de su predecesora, la Surface Pro. La carcasa exterior está construida en aleación de magnesio de color negro. Su peso es el mismo que el de su predecesora: 915 gramos. Cuenta con una pantalla LCD de 10,6 pulgadas (27 cm), la cual tiene una definición HD de 1080p y una relación de aspecto de 16:9, lo que es ventajoso para la reproducción de video. El panel táctil es de 10 puntos y posee soporte para un stylus de tecnología Wacom. A diferencia de su predecesora, la Pro 2 cuenta con un pie o kickstand que soporta dos posiciones: 22 y 55 grados. La nueva posición de 55° se agregó para hacer más cómodo el uso del dispositivo sobre el regazo.
La Surface Pro 2 está equipada con procesadores Intel Haswell Core i5-4200U, a 1,6 GHz (llegando a los 2,6 GHz con la tecnología Intel Turbo Boost). En diciembre de 2013, Microsoft cambió este procesador por un dual Core i5-4300U, a 1,9 GHz. El dispositivo se vendía con cuatro capacidades de almacenamiento diferentes: 64 y 128 GB (incluyendo una memoria RAM de 4GB) y 256 y 512 GB (incluyendo una memoria RAM  de 8GB). 
Al igual que en la versión anterior, la Pro 2 cuenta con giroscopio, acelerómetro, sensor de luz ambiental, brújula, 2 cámaras Lifecam de 720p y parlantes estéreo.

### Software
La Surface Pro 2 se vendía con Windows 8.1 Pro como su sistema operativo. La Pro 2 incluye Office 2015 con una licencia de prueba de un mes. Desde el 29 de julio de 2015, la Pro 2 puede ser actualizada a Windows 10 de forma gratuita para usuarios preexistentes.
La Pro 2 tiene una serie de aplicaciones instaladas, entre ellas: Microsoft Fresh Paint, Xbox Video, Xbox Music, Internet Explorer, Fotos, Correo, Mapas, Contactos, Skype, Calendario, Juegos y OneNote.[cita requerida] También una serie de aplicaciones de MSN (anteriormente de Bing) están incluidas en la Surface Pro 2: MSN Gourmet, MSN Dinero (anteriormente Bing Finance), MSN El Tiempo, MSN Viajes y MSN Deportes.[cita requerida]
Con una actualización de Windows 8.1, se incluyeron las aplicaciones Reader y una grabadora de sonidos, así como una actualización para Fresh Paint.[cita requerida]
Con Windows 10, el servicio Xbox Music pasó a llamarse Groove.

### Accesorios
Junto con la Pro 2, Microsoft lanzó también nuevas versiones de las fundas-teclado. El Touch Cover 2 y el Type Cover 2 de esta generación son más finos y cuentan con un sistema de retroiluminación dinámica. El nuevo Touch cover cuenta ahora con 1.092 sensores, mientras que el de anterior generación sólo tenía 80. El grosor de las teclas del Type Cover 2 se redujo de 2,5mm en la versión previa a 1,5mm. Un nuevo accesorio, el Power Cover, permitirá almacenar 30Wh adicionales, incrementando la duración de la batería. También, con el Touch Cover 2 y Type Cover 2, se presentó un adaptador inalámbrico, que permite usarlos a una distancia de hasta unos 9 metros, utilizando tecnología Bluetooth. 
Microsoft lanzó al mercado también una docking o base de acoplamiento, que expande la conectividad de la Pro 2 agregando un puerto USB 3.0, tres puertos USB 2.0, un mini DisplayPort, conectores jack para salida y entrada de audio y un puerto ethernet.
Durante la presentación, se anunció también el Music Cover, una variación del Touch Cover que es una suerte de mezclador de DJ.

## Línea de tiempo
Fuente: Surface Blog